# Йохан Мамсимилиан Йозеф Фугер фон Кирхберг-Вайсенхорн
Йохан Мамсимилиан Йозеф Фугер фон Кирхберг-Вайсенхорн (на немски: Johann Maximilian Joseph Fugger Graf zu Kirchberg und Weissenhorn; * 7 октомври 1661 в Мюнхен; † 18 ноември 1731 в Мюнхен) е граф от род Фугер-Кирхберг-Вайсенхорн, господар на Кирххайм в Швабия, Шмихен и Тюркенфелд.
Той е син (6-то дете от 9 деца) на граф Бонавентура Фугер фон Кирхберг-Вайсенхорн (1619 – 1693), господар на Кирххайм и Шмихен, и съпругата му фрайин Клаудия фон Мерци (1631 – 1708), дъщеря на фрайхер Франц фон Мерци и Анна Мария фон Шауенбург. Внук е на генерал граф Ото Хайнрих Фугер (1592 – 1644), императорски губернатор в Аугсбург, и втората му съпруга фрайин Мария Елизабет фон Валдбург-Цайл (1600 – 1660).
Фамилията Фугер от линията „фон дер Лилие“ живее и днес в дворец Фугер в Кирххайм.

## Фамилия
Йохан Мамсимилиан Йозеф Фугер фон Кирхберг-Вайсенхорн се жени на 21 юни 1686 г. в Мюнхен за графиня Мария Елизабет фон Лодрон и Латерано (* 1650; † 11 април 1721 в Шмихен). Те имат десет деца:
- Емануел Йозеф (* 20 май 1687, Мюнхен; † 24 декември 1717, Шмихен при Аугсбург)
- Мария Анна Йозефа Антония (* 25 октомври 1688, Мюнхен; † 13 ноември 1714, Мюнхен, погребана в Мюнхен), омъжена на 25 юли 1709 г. за граф Клеменс Алойз фон Рехберг цу Хоенрехберг и Донцдорф (1682 – 1732)
- Йозеф Йохан Клеменс Мария (* 9 февруари 1690, Мюнхен; † 19 юни 1711, Мюнхен)
- Зигмунд Антон Йозеф (* 18 септември 1694, Мюнхен; † 20 ноември 1715), каноник в Лиеж
- Емануел Франц Антон († 24 декември 1697, Мюнхен)
- Алойз (* 1 септември 1696; † 11 юни 1773, Шмихен при Аугсбург)
- Кайетан Йозеф (* 16 септември 1697, Мюнхен; † 26 март 1764, погребан в Кирххайм), граф, господар на Кирххайм, Шмихен и Тюркенфелд, женен на 19 февруари 1726 г. в Мюнхен за фрайин Мария Анна фом Щайн цум Рехтенщайн (1706 – 1783)
- Максимилиан Йозеф Франц (* 6 януари 1699, Мюнхен; † 11 май 1761, Мюнхен), господар на Ауфхаузен, женен 1725 г. за фрайин Мария Анна Амалия фон Еглоф (1697 – 1774)
- Мауриция Йозефа Терезия (* 30 април 1700, Мюнхен)
- Фридрих Игнац Йозеф (* 15 февруари 1703, Мюнхен)